# Sotnîțke, Novhorodka
Sotnîțke (în ucraineană Сотницьке) este un sat în comuna Kuțivka din raionul Novhorodka, regiunea Kirovohrad, Ucraina.

## Demografie
Componența lingvistică a localității Sotnîțke
     Ucraineană (73,33%)
     Rusă (26,67%)
Conform recensământului din 2001, majoritatea populației localității Sotnîțke era vorbitoare de ucraineană (73,33%), existând în minoritate și vorbitori de rusă (26,67%).